# Humpy Koneru
Humpy Koneru (Gudivada, bij Vijayawada; 31 maart 1987) is een Indiase schaakster. 

## Schaakcarrière
In 2001 werd haar door de FIDE de titel van grootmeester bij de vrouwen (WGM) toegekend, de zevende van heel India en de jongste van Azië. Ze was toen 14 jaar. Het jaar daarop werd ze grootmeester (GM). Ze leerde schaken van haar vader toen ze zeven jaar oud was. Koneru was in 2001 wereldkampioen schaken junioren bij de meisjes.
Hier volgt de partij Dittmar - Koneru (Szentgotthárd, Hongarije 2001):

1.b3 e5 2.Lb2 Pc6 3.c4 Pf6 4.e3 Le7 5.Pf3 d6 6.d4 ed 7.Pd4 0-0 8.Pc6 bc 9.Le2 Lf5 10.Pc3 Pe4 11.Pe4 Le4 12.Lf3 f5 13.0-0 Lf6 14.Lf6 Df6 15.Le4 fe 16.Dd4 De6 17.c5 d5 18.b4 Tf5 19.Tab1 Taf8 20.b5 Tg5 21.Kh1 Dg4 22.Tg1 Tf2 23.Dd1 Dh4
| 8 |                                                                              |    |    |    |    |    | kd |    |
| 7 | pd                                                                           |    | pd |    |    |    | pd | pd |
| 6 |                                                                              |    | pd |    |    |    |    |    |
| 5 |                                                                              | pl | pl | pd |    |    | rd |    |
| 4 |                                                                              |    |    |    | pd |    |    | qd |
| 3 |                                                                              |    |    |    | pl |    |    |    |
| 2 | pl                                                                           |    |    |    |    | rd | pl | pl |
| 1 |                                                                              | rl |    | ql |    |    | rl | kl |
|   | a                                                                            | b  | c  | d  | e  | f  | g  | h  |
|   | Peter Dittmar - Humpy Koneru 0 - 1 Hotel Lipa, Szentgotthárd, Hongarije 2001 |    |    |    |    |    |    |    |

- Op de 36e Schaakolympiade, in 2004 in Calvià, speelde aan het eerste bord van het Indiase vrouwenteam, dat eindigde als negende.
- In juli 2005 werd in Krasnotoerinsk (Rusland) het dames supertoernooi North Urals Cup 2005 gespeeld dat met 6 punten uit 9 ronden door Humpy Koneru gewonnen werd. Na de tie-break werd de Chinese grootmeester bij de dames Xu Yuhua tweede met 5.5 punt terwijl de Russin Aleksandra Kostenjoek (ook grootmeester) met 5.5 punt derde werd.
- In 2006 nam ze deel aan het wereldkampioenschap bij de vrouwen; ze werd uitgeschakeld in de tweede ronde.
- In 2007 won ze de tweede editie van het HSG Open in Hilversum.
- In oktober 2007 was ze de tweede vrouwelijke speelster, na Judit Polgár, met een Elo-rating boven de 2600 (2606).
- Tijdens de Aziatische Indoorspelen 2007 in Macau won Koneru de gouden medaille bij het snelschaken. Met het team van India won ze de zilveren medaille in normaal tempo.
- In 2008 haalde ze in het wereldkampioenschap bij de vrouwen de halve finales; daar werd ze verslagen door Hou Yifan.